# سارا ئی. اندرسون
سارا الیزابت نلسون اندرسون (Sarah Elizabeth Nelson Anderson) (زادهٔ ۳۰ ژانویه ۱۸۵۳ – درگذشتهٔ ۲۲ دسامبر ۱۹۰۰)، از نخستین زنانی بود که به دومین دوره مجلس قانون‌گذاری یوتا راه یافت. درست یک سال قبل از انتخاب شدن به عنوان نماینده مجلس در ۱۸۹۵ میلادی، روزنامه اودن دیلی استاندارد وی را چنین توصیف نموده بود: «از مشهورترین و برجسته‌ترین زنان در شهر اودن و شهرستان وبر». این مقاله به قدرت وی هم از نظر ذهنی و هم از نظر بدنی اشاره می‌کند. زمانی که چارلز تایری، مسئول ثبت احوال شهر اودن با پیروی از قانون ادموندز-تراکر، نپذیرفت تا اندرسون را به عنوان رأی‌دهنده ثبت نماید، اندرسون وی را به چالش کشید. دعوای آنها به دادگاه عالی قلمروی کشانده شد، اما در آنجا وی دعوا را باخت. با این وجود، این کار نتوانست اشتیاق وی برای داشتن صدا در حکومت را تغییر دهد. در ۱۸۹۶ میلادی، او به عنوان یکی از سه زن منتخب، وارد مجلس قانون‌گذاری یوتا شد. در جریان خدمت به عنوان نماینده، وی رئیس کمیته مجلس در امور بهداشت عمومی بود. وی چندین لایحه نوشت، اما هیچ‌کدام به قانون مبدل نشد.

## اوایل زندگی و خانواده
اندرسون در ۲۰ ژانویه ۱۸۵۳ در شهرستان وبر، یوتا زاده شد و والدین وی دیوید نلسون و سارا براون نام داشتند. پس از مرگ وی، دو برادر به نام‌های سی.ای. نلسون و ویلیام ال. نلسون و همچنین یک برادر ناتنی به‌نام جی.اچ. نلسون و یک خواهر ناتنی به‌نام خانم اچ.ال. گریفین به عنوان خواهران و برادران وی ثبت گردیدند.
او در ۱۷ سالگی با  پیتر ال. اندرسون ازدواج کرده بود و تا زمانی که همسر وی در ۹ ژانویه ۱۸۸۸ درگذشت، آنها ۵ فرزند داشتند. وی پس از ۱۸ سال ازدواج بیوه شد و پنج فرزند خود را به تنهایی بزرگ کرد. نام فرزندان وی قرار زیر بود؛ لی اندرسون، خانم آلتا اندرسون کاستیلو، دیوی اندرسون، خانم ماود و فلورانس. در مقاله‌ای که در روزنامه سالت لیک تریبیون به نشر رسید، گزارش گردید که زندگی خانوادگی وی با فرزندانش، یک قسمت اعظم وقت وی را دربر می‌گیرد.

## حرفه سیاسی

### حق رأی زنان
یک سال قبل از مرگ همسر وی، کنگره قانون ادموندز-تراکر را تصویب نمود که علاوه بر سایر محدودیت‌ها، حق رأی را نیز از زنان گرفت. در ۱۸۹۴ میلادی، کنگره قانون توانمند سازی را تصویب نموده و به یوتا اجازه داد تا درخواستی ایالت شدن را بفرستد، قانون اساسی خود را تصویب نموده و مقامات ایالتی را انتخاب کند. در بخش ۴ قانون توانمندسازی، به‌طور صریح ذکر نشده بود که زنان حق رأی در تصویب قانون اساسی ایالت را ندارند و این عبارت بکار برده شده بود، «رأی‌دهندگان واجد شرایط ایالت پیشنهادی مذکور». پیش از آن در بخش ۲، قانون به‌طور روشنتر ذکر نموده بود که همان شرایط حق رأی که در انتخاب نمایندگان مجلس در نظر گرفته شده‌است برای تصویب قانون اساسی نیز معتبر است که مرد بودن یکی از شرایط آن بود. بخش ۱۹، قانون را بیشتر مبهم می‌کرد، چون این بخش تصریح نموده بود که مقامات حکومتی می‌توانند همزمان با رأی دهی برای تصویب قانون اساسی، انتخاب گردند و هیچ ذکری از اینکه چه کسی واجد شرایط است، نکرده بود. اینکه چه شرایطی برای رأی دادن یک فرد باید داشته باشد زیر سؤال برده شد و زنان شروع به درخواست ثبت نام برای رأی دهی کردند. کمیسیون یوتا که از سوی اداره فدرال گماشته شده بود، وظیفه داشت تا فهرست رأی‌دهندگان ثبت شده را ترتیب نماید. این گروه که نمی‌خواست قانون را تفسیر نماید و با انتقادها مواجه شود، پیشنهاد نمود که تمامی زنان در یک فهرست مجزا ثبت گردند تا در صورت نیاز به آسانی لغو گردد. با این وجود، کمیسیون یوتا در نهایت این تصمیم را نگرفت، چون اندرسون به‌خاطر همین مسئله در ۶ اوت ۱۸۹۵ به نزد معاون مسئول ثبت نام، چارلز تایری رفت تا خود را به عنوان رأی‌دهنده ثبت کند. تایری درخواست وی را رد کرد. وی با کشاندن پرونده ثبت خود به عنوان رأی دهنده به دادگاه ناحیه، توانست به‌طور موفقیت‌آمیزی این تصمیم رد را به چالش بکشد.
قاضی اچ. دبلیو. اسمیت به نفع وی حکم صادر نموده و اجازه داد تا زنان برای تصویب قانون اساسی و مقامات ایالت رأی بدهند. چندین وکیل برجسته برای موفقیت پرونده به وی همکاری نمودند، شامل: فرانکلین اس. ریچاردز، ساموئل آر. تورمان و اچ.پی. هندرسون. تایری به کمک وکیل معروف آرتور براون، پرونده را برای فرجام خواهی به دادگاه عالی قلمروی ارجاع نمود و در آنجا اندرسون در نهایت بازنده شد. دو از سه قاضی دادگاه توافق نمودند که قانون توانمند سازی به زنان حق رأی برای تصویب قانون اساسی یا انتخاب مقامات ایالتی را نمی‌دهد و در نتیجه اندرسون پرونده را باخت. قاضی ویلیام اچ. کینگ نظر مخالف داد. بسیاری از زنان پس از حکم دادگاه عالی از سیاست دست کشیدند، اما اندرسون ادامه داد. قانون اساسی جدید یوتا نیز موادی داشت که حق رأی را از زنان می‌گرفت.

### قانونگذار
اندرسون به یکی از نخستین زنان مبدل شد که در جریان انتخابات ۱۸۹۶ به عنوان عضو مجلس قانون‌گذاری یوتا انتخاب گردید. هنگام خدمت به عنوان نماینده، وی ریاست کمیته مجلس در امور بهداشت عمومی را برعهده داشت، هرچند معدود لوایح پیشنهادی وی تصویب گردید. وی دو لایحه را نوشت، HB 39 و HB 26. HB 39 مرتبط با افسران پلیس و مأمورین آتش‌نشانی بود. جزئیات مشخص HB 39 نامعلوم است. این لایحه به‌خاطر یک گزارش خراب در کمیته رد شد. هدف HB 26 آموزش پیامدهای استفاده از مواد مخدر در مدارس بود. این لایحه نیز رد شد، اما یک لایحه جایگزین با همان احکام به لوایح ایالت اضافه گردید.

### ترجیحات سیاسی
اندرسون به باور خود برای برابری جنسیتی متعهد بود. یکی از همکاران وی در مجلس، اس.ای. کنر، اظهار داشت که وی یک فرد قاطع بود و آموزه‌های سیاسی مستحکم داشت که با دقت و با ملاحظه شکل گرفته بود. در این دوران حرفه سیاسی اندرسون، یکی از دغدغه‌ها در مورد حضور زنان در سیاست این بود که با این کار آنها به اصطلاح جذابیت زن بودن خود را از دست می‌دهند. هنگام صحبت در مورد اندرسون و احتمالاً به‌خاطر فروکش این ترس‌ها، کنر گفت، «با این حال او آسایش شیرین و زنانگی خود را از دست نداد». مقاله‌ای که در ۱۸۹۷ میلادی نوشته شد و در سالت لیک تریبیون به نشر رسیده بود، اندرسون را یک فرد دانا و به‌خوبی آگاه از رویدادها و نگرانی‌های جاری، توصیف نمود.

## اواخر زندگی
اندرسون پس از سه هفته بیماری در ۲۲ دسامبر ۱۹۰۰ وفات کرد. انتظار می‌رفت تا وی سلامت خود را به‌طور کامل بازیابد، اما او ناگهان بیشتر ضعیف شد و مدت کوتاهی پس از اینکه فرزندان وی در اطرافش جمع شدند، درگذشت. زمانی که سارا درگذشت، دختران وی، ماود و فلورنس، میان ۱۶ تا ۱۸ ساله بودند. روزنامه اودن استاندارد مرگ وی را گزارش نموده و گفت، «خانم سارا الیزابت اندرسون یکی از برجسته‌ترین و معروف‌ترین زنان در شهر اودن و شهرستان وبر بود. زندگی او تصدیق بزرگ بود بر خوبی و ارزش خود وی به عنوان یک زن، یک مادر و یک همسر؛ او یکی از نجیب‌ترین و واقعی‌ترین دوست‌ها بود».